# Idioma rohinyá
El idioma rohinyá o ruaingá es un idioma hablado por el pueblo rohinyá en la división de Chittagong, Bangladés, y en el estado de Rakáin, Birmania. Es un idioma indoario oriental que pertenece a la rama bengalí-asamés y está estrechamente relacionado con el idioma chittagoniano que se habla en Bangladés, teniendo un alto grado de inteligibilidad mutua.